# Обвал фондового ринку (2025)
Обвал фондового ринку 2025 року — падіння котирувань цінних паперів на фондових біржах світу з квітня 2015 року після оголошення президента США Дональда Трампа про запровадження нових мит.
Починаючи з 2 квітня 2025 року, світові фондові ринки почали відчувати значний економічний спад внаслідок мит і торгових війн, ініційованих президентом Сполучених Штатів Дональдом Трампом. Того дня Дональд Трамп оголосив про запровадження нових мит, які впливають майже на всі аспекти економіки США. Він також заявив про те, що навмисно намагався спричинити крах бірж, що посилило економічну напруженість із союзниками, а також можливість глобальної торгової війни та рецесії. Глобальні фондові ринки, включно зі Сполученими Штатами після промови Трампа зазнали панічних розпродажів. Наразі це найбільше падіння світового фондового ринку з моменту глобальної фінансової кризи 2020 року, спричиненої пандемією COVID-19.
На початку другого президентства Дональда Трампа він успадкував особливо сильний внутрішній фондовий ринок. Хоча це зберігалося протягом кількох тижнів після його інавгурації, адміністрація Трампа почала робити та оголошувати все більш агресивну торговельну політику, намагаючись застосувати протекціонізм та економічний тиск, включаючи посилення попередніх торгових війн, початок нових торговельних війн, високі мита та посилення напруженості з союзниками; особливо з Канадою. Оскільки адміністрація продовжувала практикувати цю політику, ринки почали відчувати постійну турбулентність, нестабільність і загальну невизначеність.
Індекс Доу-Джонса втратив 4000 пунктів за 48 годин, що стало першою в історії втратою 1500 і більше пунктів. Японський Nikkei впав майже на 8 %, викликавши стримування торгів. Канадський TSX за день знизився на 4,8 %. Волатильність ринку VIX подвоїлася, злетівши до більш ніж половини висот, досягнутих під час пандемії, а підвищений ризик рецесії та можливість економічної помсти посилили наслідки.

## Початковий спад
Після відкриття ринку 3 квітня Nasdaq втратив 1600 пунктів, що стало найгіршим розпродажем з початку пандемії COVID-19. S&P 500 втратив 6,65 % своєї вартості 3 квітня, ледь не розпочавши обмеження торгівлі (яке починається з 7 %). Наступного дня, 4 квітня, Китай запровадив 34 % тариф у відповідь. Це призвело до падіння індексу Dow Jones більш ніж на 2200 пунктів, S&P 500 знову втратив 6 %, і після втрати Nasdaq 5,8 пунктів увійшов на територію ведмежого ринку. За два дні індекс Dow Jones втратив понад 4000 пунктів (9,48 %), S&P — 10 %, а Nasdaq — 11 %. Волатильність ринку почала стрімко зростати, перевищивши удвічі порівняно з попереднім відсотком до 2 квітня, майже досягнувши рівня пандемії COVID-19 і зростаючи.
3-4 квітня вперше в американській історії індекс Доу-Джонса впав понад 1,5 тисячі пунктів за кілька днів. Цей дводенний період також визнано найгіршим за всю історію S&P 500. До 4 квітня фондовий ринок США втратив майже 5 трильйонів доларів. Крім того, до 4 квітня ціни на нафту впали на 7 %, найнижче з 2021 року.

### Зміни індексу
| Дата        | 3 квітня  | 3 квітня           | 4 квітня  | 4 квітня            |
| Дата        | Закриття  | Зміна              | Закриття  | Зміна               |
| ----------- | --------- | ------------------ | --------- | ------------------- |
| Доу Джонс   | 40 545,93 | −1679,39 (−3,98 %) | 38 314,86 | −2 231,07 (−5,50 %) |
| Nasdaq      | 16 550,60 | −1050,44 (−5,97 %) | 15 587,79 | −962,82 (−5,82 %)   |
| S&P 500     | 5396,52   | −274,45 (−4,84 %)  | 5074,08   | −322,44 (−5,97 %)   |
| Рассел 2000 | 1910,55   | −134,82 (−6,59 %)  | 1830,26   | −80,29 (−4,20 %)    |